# Айватово
 Тази статия е за селото в Солунско, Гърция.  За селото в Скопско, Северна Македония вижте Айватовци.  
Айватово или понякога книжовно Хайватово (на гръцки: Λητή, Лити, до 1926 година Αειβάτι, Айвати) е село в Република Гърция, дем Даутбал, област Централна Македония. В Айватово има архиерейско наместничество на Лъгадинската, Литийска и Рендинска епархия на Църквата на Гърция.

## География
Селото е разположено в западната част на Лъгадинското поле, на 5 km западно от Лъгадина (Лангадас) и на 12 km северно от Солун, в източното подножие на планината Балджа на изхода на прохода Дервент (Дервени). Северозападно от селото е разположен манастирът „Христос Вседържител“.

## История

### Лете
В Античността между Айватово и Лъгиново е разположен големият македонски град Лете (средно и новогръцко произношение Лити). Лете е известен от монети и надписи и е споменат от Птолемей (III, xiii), Плиний Млади (IV, x, 17), Валерий Харпократион, Стефан Византийски и Свидас в Античността и от Никифор Вриений (IV, xix) в Средновековието. В некропола на Лете е намерен Дервентският папирус, както и Дервентският кратер.
Лете се появява в някои късни Notitiae Episcopatuum като викариат на солунската католическа архиепископия. До XVIII век е седалище на православна епископия, а в Римокатолическата църква е титулярна епархия.

### В Османската империя
Според сиджил от 1702 година, в началото на същата година стотина немюсюлмански жители на Айватли, водени от шестима местни първенци, вдигат бунт срещу събирача на данъци Хасан, нападат имението му и го разграбват. Селяните изгарят 52 квитанции за данъци, които Хасан планирал да им раздаде.
Уилям Лийк в книгата си „Пътувания в Северна Гърция“ (1835) пише:
| „ | На изхода от долината отдясно е Хайват [Айватово], а отляво е Лайна. Последната е много малка, но в Хайват има голяма черква и 300 къщи, обитавани от българи-християни – народ, който заема цялата голяма морска равнина Долна Македония с изключение на две-три гръцки села. Малко жени в българските села могат да говорят гръцки. | “ |

Александър Синве („Les Grecs de l’Empire Ottoman. Etude Statistique et Ethnographique“), който се основава на гръцки данни, в 1878 година пише, че в Айвати (Aïvati) живеят 1230 гърци. В „Етнография на вилаетите Адрианопол, Монастир и Салоника“, издадена в Константинопол в 1878 година и отразяваща статистиката на населението от 1873 година, Хайватово (Hayvatovo) е посочено като село с 208 домакинства и 912 жители българи, а Айбарово (Aybarovo) като село със 176 домакинства и 779 жители българи. След Руско-турската война жителите на Айватово молят Българската екзархия да поеме издръжката за учение на ученици от селото, тъй като не могат да имат собствено училище. В учебните 1881 – 1882 и 1882 – 1883 Българската екзархия издържа учител в Айватово.
В 1900 година според Васил Кънчов („Македония. Етнография и статистика“) в Айватово живеят 1580 българи християни.
| „ | В с. Айватово има отдавна добри гръцки училища, но понеже селяните не правят женитби с околните огръчени села, и селото е запазено. | “ |

Всички жители на селото са под върховенството на Цариградската патриаршия. По данни на секретаря на Българската екзархия Димитър Мишев („La Macédoine et sa Population Chrétienne“) в 1905 година в Айватово (Aïvatovo) има 2000 жители българи патриаршисти гъркомани и в селото функционира гръцко училище.
Според Анастасия Каракасиду по време на действието на Гръцката въоръжена пропаганда в Македония Айватово е пробългарската твърдина в Лъгадинско, в която българските четници евакуирали старите хора от село Гнойна, за да ги спасят от гръцките нападения.
Според доклад на Димитриос Сарос от 1906 година Айвати (Ἀειβάτι) е славяногласно село в Солунската митрополия с 1395 души (725 мъже и 670 жени) с гръцко съзнание. В селото работят 6-класно гръцко смесено училище, както и детска градина с 252 ученици (263 мъже и 89 жени) и 4 учители и има едно образователно дружество.
През Балканската война Айватово е освободено от 3 бригада на Седма пехотна рилска дивизия на 26 октомври 1912 година, след победата на ген. Спас Георгиев в известния Бой при Айватово.

### В Гърция
След Междусъюзническата война в 1913 година селото остава в Гърция. Боривое Милоевич пише в 1921 година („Южна Македония“), че Айватово (Ајватово) има 300 къщи славяни християни. През 1926 година името на селото е сменено на Лити. Според Анастасия Каракасиду жителите на Айватово са разглеждани от жителите на съседното Гвоздово (Асирос) като потомци на „българска раса“, защото някога, а и все още говорели „славянски“.
| Име   | Име    | Ново име | Ново име | Описание                   |
| ----- | ------ | -------- | -------- | -------------------------- |
| Паток | Πατόκι | Омала    | Ομαλά    | местност на С от Айватово  |
| Рупка | Ρούπκα | Каматера | Καματερά | местност на СИ от Айватово |

## Личности
Родени в Айватово
- Антон Димитров (1868 – 1933), български революционер, основател на ВМОРО
- Георги Айватовски (Георгиос Айватлиотис, Γεώργιος Αϊβατλιώτης), гръцки революционер, участник във въстанието от 1821 година[22]
- Демостен Кръстев, български революционер от ВМОРО, четник на Васил Пачаджиев[23]
- Димитър Костадинов, български революционер от ВМОРО, четник на Васил Пачаджиев[23]
- Емануил Ников (Емануил Никас, Εμμανουήλ Νίκας), учител и гръцки андартски деец, агент от трети ред[24]
- Кирил Лъвов (1830 – ?), български духовник, протосингел на Българската екзархия
- Мирон Гошев Миронов, български банкер, син на сестрата на екзарх Йосиф I Български Василя (Въла) и на Георги Мирчев Миронов,[25] учил в Робърт колеж от 1879/1880 година до 1886/1887 година, когато завършва,[26] учил право в Париж, участвал в управлението на Българската търговска банка[27]
- Никола Сьоков (Николаос Сьокос, Νικόλαος Σιώκος), гръцки андартски деец, агент от трети ред[24]
- Тома Левов (? – 1918), български просветен деец
- Тодор Левов, български просветен деец, български учител в Гевгели, през август 1907 година дарява 180 екземпляра книги на български, френски, гръцки и английски език на библиотеката на Солунската българска девическа гимназия[28]
- Христо Димитров (Христос Димитриу, Χρήστος Δημητρίου), гръцки революционер, участник във въстанието от 1821 година
- Христодул (Тольо) Левов (1854 – ?), български просветен деец
- Христо Михайлов – Айватовлията, български учител в Гумендже (1868 – 1870), борец за църковна независимост[29]